# 박명석 (1895년)
박명석(朴命石, 일본식 이름: 鳥林命石도리바야시 메이세키 또는 鳥林建勇도리바야시 겐유, 1890년 10월 14일 ~ ?)은 일제강점기의 경찰이다.

## 생애
출신지는 알 수 없으며, 1914년에 경상남도 사천군에서 사천헌병대의 헌병보조원이 되고, 이듬해 감독헌병보조원으로 임명되면서 경찰과 관련을 맺게 되었다.
1919년에는 조선총독부 소속 순사가 되어 사천경찰서에서 근무하기 시작했고, 1921년에 거제경찰서로 이동했다. 1925년에는 부산경찰서로 발령받는 등 경남 지역에서 약 8년 동안 순사로 일했다.
1927년에 경상남도 경부로 승진하여 고성경찰서에서 재직하였고, 1931년 의령경찰서, 1933년 밀양경찰서에 발령받았다. 1934년부터 울산경찰서에서 근무하던 중, 1935년 조선총독부가 시정 25주년을 기념하여 표창한 표창자 명단에 선정되었다.
이후 마산경찰서를 거쳐 경상남도 경찰부 고등경찰과에서 근무했다. 1941년에 경부 직위로 진주경찰서에서 재직한 것이 마지막으로 확인되는 행적이다.
2008년 공개된 민족문제연구소의 친일인명사전 수록예정자 명단 중 경찰 부문에 포함되었으며 친일반민족행위진상규명위원회가 발표한 친일반민족행위 705인 명단에도 포함되었다.

## 참고자료
- 박명석(朴命石) - 국사편찬위원회